# Château de La Fère
Le château de La Fère est un château français situé à La Fère, dans l'Aisne.

## Localisation
Le château est situé sur la commune de La Fère, dans le département de l'Aisne.

## Historique

Blason des Bourbon-Vendôme.

Le château fut construit, à la limite du XVe-XVIe siècle, pour Marie de Luxembourg, comtesse de Vendôme.
C'est dans ce château que Françoise d'Alençon (1490-1550), duchesse de Vendôme en tant qu'épouse de Charles IV de Bourbon (1489-1537), duc de Vendôme (fils de Marie), donna naissance à sept de leurs enfants. 
Lors de la paix de Cambrai, dite paix des Dames, François Ier réside au château entre fin juin et début août, puis à celui de Coucy, en attente de la conclusion des pourparlers.
Marie de Luxembourg décède dans le château, qu'elle avait fait bâtir, en avril 1547.
Le château est rattaché au domaine de la Couronne à partir de 1596.
L'abbé Henri-Marie Boudon (1624-1702), fils de Jean Boudon, lieutenant de la citadelle, est également né dans l'enceinte du château de La Fère le 14 janvier 1624.
Le monument est classé au titre des monuments historiques en 1965 et inscrit en 1994.

### Les enfants Bourbon-Vendôme nés au château de La Fère
- Louis de Bourbon-Vendôme (1514-1516), comte de Marle, le 23 septembre 1514 ;
- Marie de Bourbon-Vendôme (1515-1538), née le 29 octobre 1515 et morte à La Fère le 28 septembre 1538 ;
- Antoine de Bourbon (1518-1562), roi de Navarre et duc de Vendôme et père d'Henri IV, né le 22 avril 1518 ;
- François de Bourbon-Vendôme (1519-1545), comte d'Enghien, le 23 septembre 1519 ;
- Madeleine de Bourbon-Vendôme (1520-), abbesse de Sainte-Croix de Poitiers, née le 3 février 1520 ;
- Louis de Bourbon-Vendôme (1522-1525), le 3 mai 1522 ;
- Jean de Bourbon-Vendôme (1528-1557), duc d'Estouteville, né le 6 juillet 1528.

Certains de leurs enfants n'y sont pas né, tel que Louis de Bourbon Ier prince de Condé né au château de Vendôme, ou Charles de Bourbon (1523-1590). Cardinal de Vendôme puis de Bourbon né à La Ferté-sous-Jouarre.

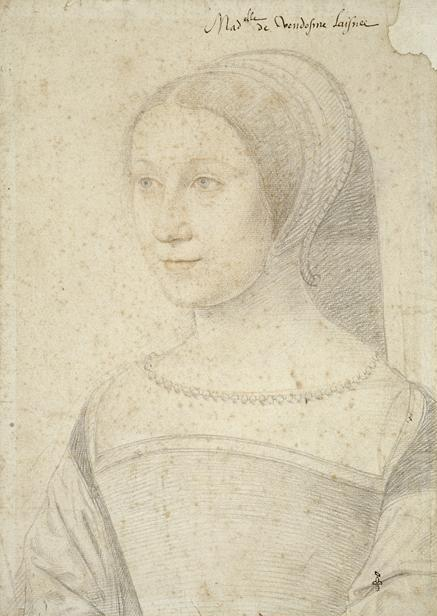
Marie de Bourbon-Vendôme, fiancée à Jacques V d'Écosse.
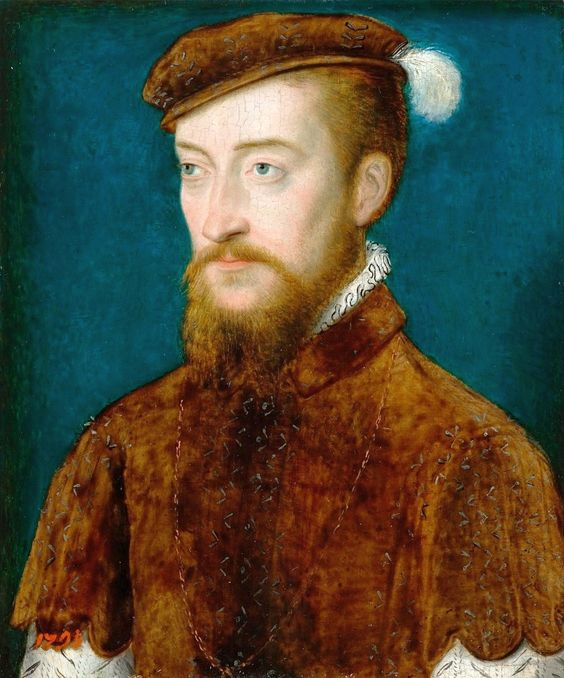
Antoine de Bourbon, duc de Vendôme, père d'Henri IV.
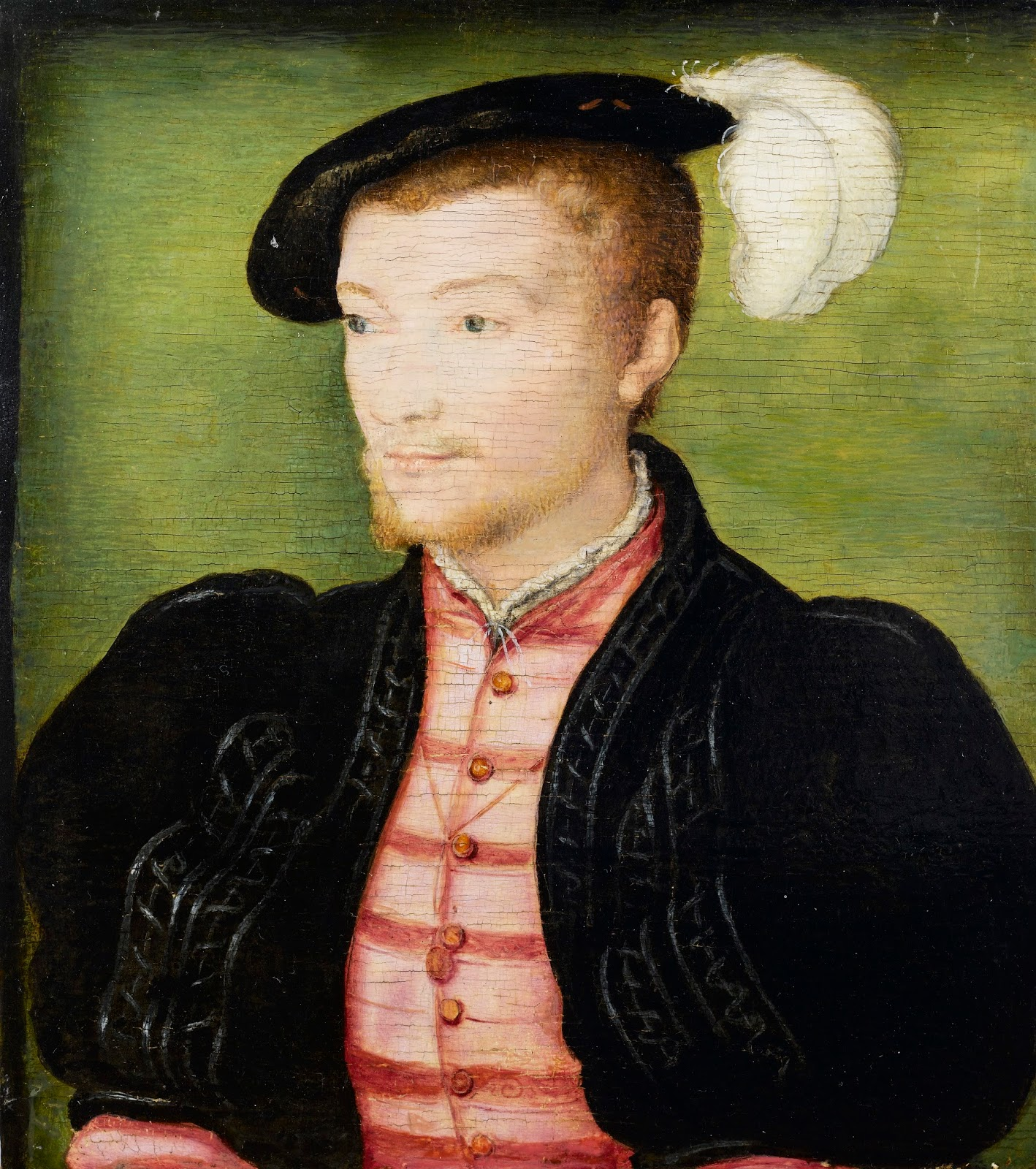
François de Bourbon, comte d'Enghien, vainqueur de Cérisoles.
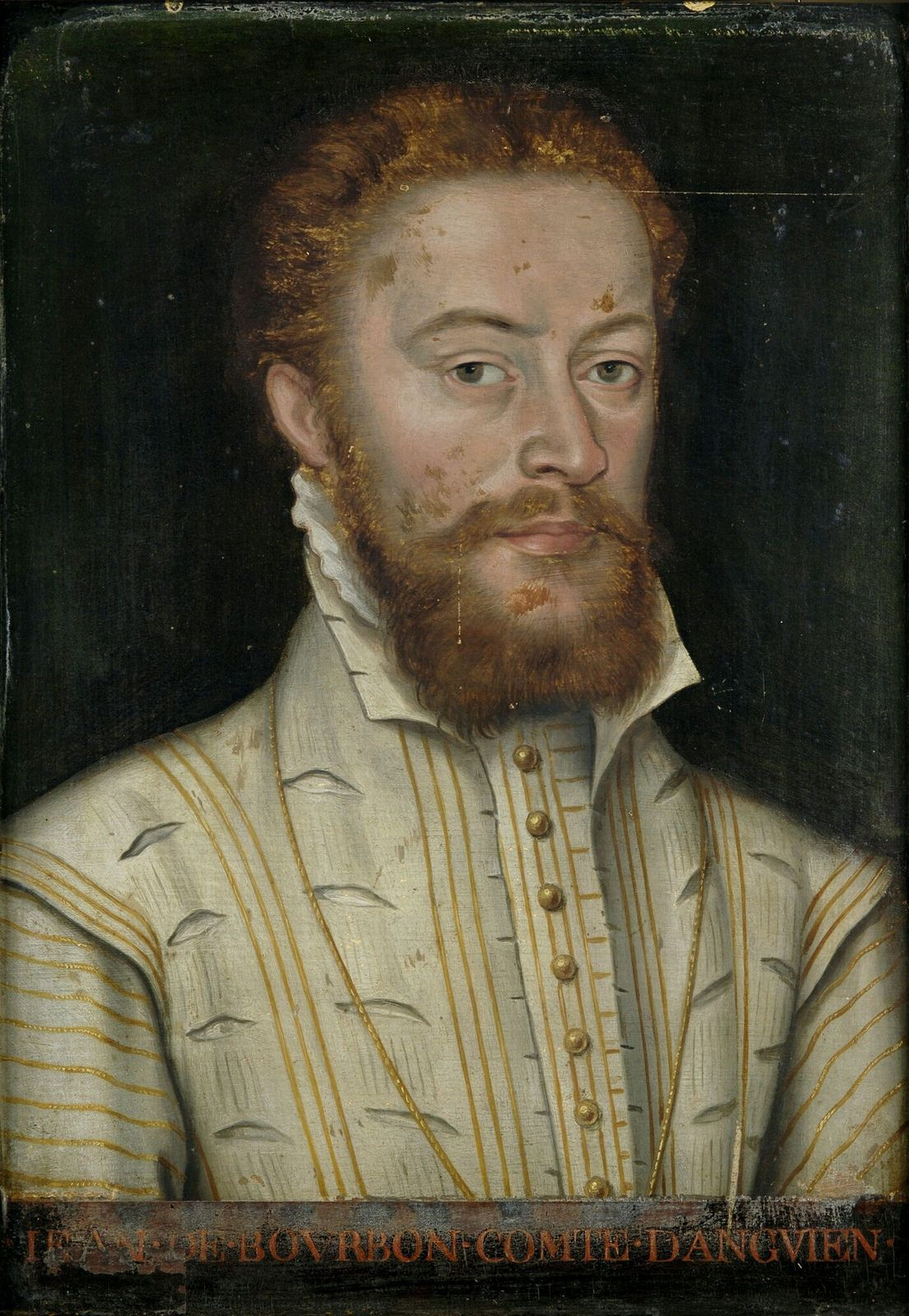
Jean de Bourbon, comte de Soissons.

## Description

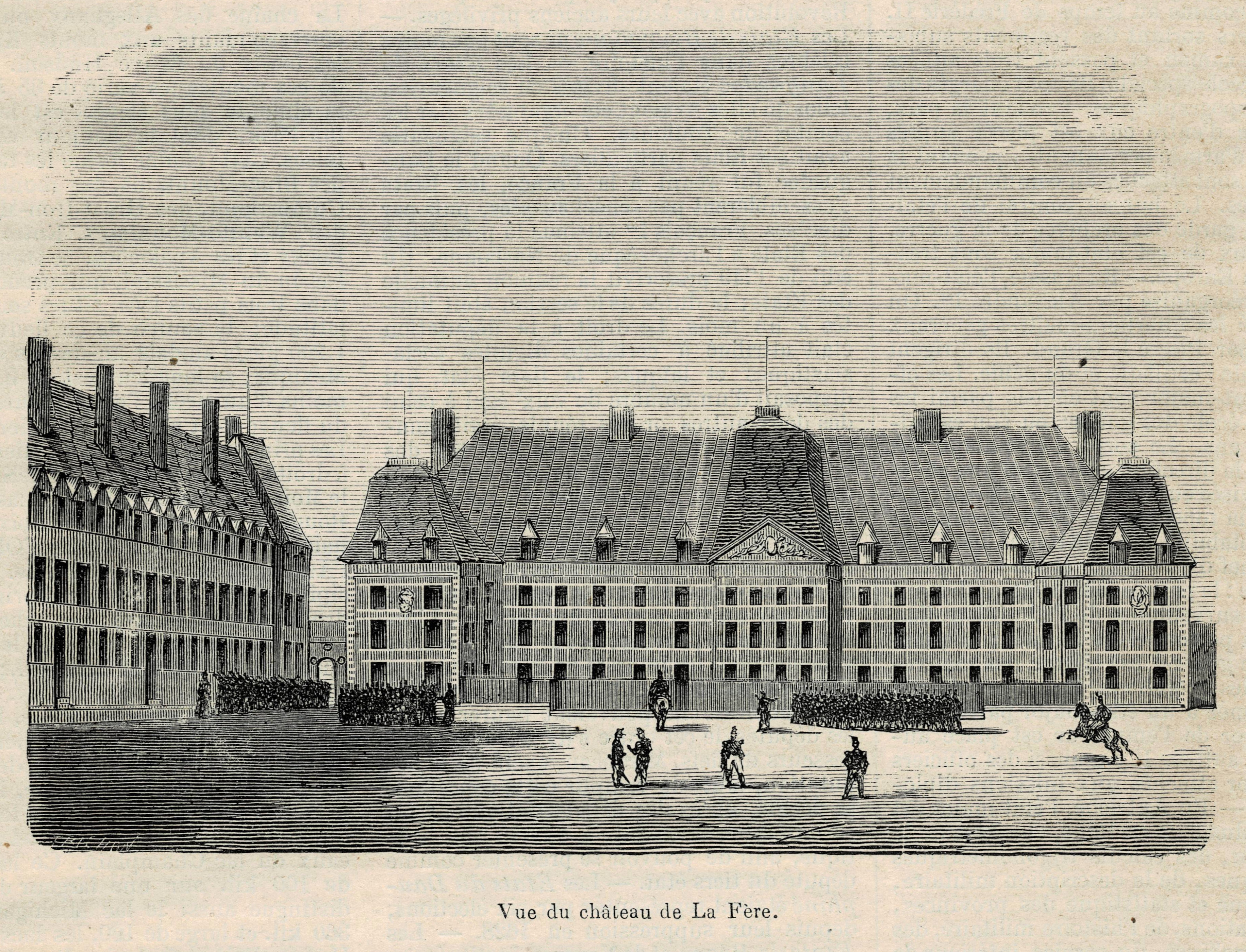
Le château de La Fère, vers 1860.

Il en subsiste une aile, constituant un exemple intéressant de l'architecture briques et pierres de la Renaissance en Picardie.
L'édifice est classé MH partiellement ; inscrit MH partiellement ; protection partielle :
1965/09/14 : classé MH ; 1994/01/19 : inscrit MH partiellement
La façade de l'escalier est ; la salle intérieure voûtée sur croisée d'ogive au rez-de-chaussée à l'est (cad. C 71) : classement par arrêté du 14 septembre 1965 - les façades et toitures du château ; les caves ; les sols archéologiques (cad. AE 251) : inscription par arrêté du 19 janvier 1994.